# Myrcia scrobiculata
Myrcia scrobiculata là một loài thực vật có hoa trong Họ Đào kim nương. Loài này được (O.Berg) O.Berg mô tả khoa học đầu tiên năm 1861.